# Çiljeta
Çiljeta Xhilaga, mer känd under artistnamnet Çiljeta, född den 5 februari 1985 i Tirana i Albanien, är en albansk sångerska och fotomodell. 

## Karriär
Vid 14 års ålder deltog Çiljeta i Kënga Magjike för första gången. Tillsammans med rapparen Tingulli 3 sjöng hon låten "Dridhe". 2010 ställde hon upp i Kënga Magjike 12, med låten  "Të dy qajmë të ndarë". Hon tog sig vidare till finalen den 20 november 2010, och slutade på en sjunde plats med 399 poäng. Hon fick även ett diskografiskt pris. Under våren år 2012 ställde hon upp i Top Fest 9 med låten "Maria".  
Efter två års uppehåll från musiken återkom Çiljeta 2014 då hon deltog i Kënga Magjike 2014 med låten "Nuk e di pse më do" som skrevs och komponerades av Elgit Doda.

## Diskografi

### Studioalbum
- 2003 – Tekila

### Singlar
- Çokollata
- Çuna, Çuna
- Do do ti do
- Dorëheqja
- Dridhe
- Duty free
- Falma
- Kur këndoj serenate
- Maria
- Mike dhë rivale (feat. Ingrid Gjoni)
- Nuk e di pse më do
- Pa mua ske ku vete
- Puçi Puçi (feat. Ingrid Gjoni)
- Te dy qajme te ndare
- Tekila
- Vetëm ti